# Woldhardt Madsen
Woldhardt Ejnar Madsen (født 27. september 1902 i Skive - død 20. marts 1983 i Skive) var en dansk lokalpolitiker og kreditforeningsdirektør.
Madsen kom i Skive Byråd i 1929, i en alder af 27 år.
Han var bogmester i Skive i perioden 1936-1967.
Madsen var i mange år formand for Skive Sygehus og i perioden 1950-67 for Købstadsforeningen i Danmark.